# Snuff the Punk
Snuff the Punk é o álbum de estreia da banda californiana de new metal P.O.D., lançado em 1994 pela gravadora Rescue Records e produzido por Jeff Bellew.

## faixas
1. "Coming Back" - 3:50
2. "Let the Music Do the Talking" - 3:47
3. "Draw the Line" - 2:52
4. "Who is Right?" - 3:52
5. "Get it Straight"v3:21
6. "Run" - 3:21
7. "Snuff The Punk" - 3:06
8. "Can You Feel It?" - 4:52
9. "Three in The Power Of One" - 4:22
10. "Every Knee" - 4:20
11. "Abortion is Murder" - 7:18